# بث فيديو رقمي

شعار DVB الرسمي

بث فيديو رقمي دي في بي (بالإنجليزية: Digital Video Broadcasting DVB)‏ وهو معيار مفتوح لبث التلفزة الرقمية ويتم رعايته من قبل مشروع دي في بي (DVB Project)، وهي مجموعة من شركات مصنعة عالمية تتألف من 270 عضوا. وتصدرها لجنة تقنية متحد (Joint Technical Committee) متألفة من المعهد الأوروبي لمعايرة الاتصالات (European Telecommunications Standards Institute) واللجنة الأوروبية للتقييس الكهروتقني (European Committee for Electrotechnical Standardization) واتحاد البث الأوروبي (European Broadcasting Union).
ضهر الجيل الثاني عام 2003 تحت معيار dvb-s2